# Ville-sur-Tourbe
Ville-sur-Tourbe é uma comuna francesa na região administrativa do Grande Leste, no departamento de Marne. Estende-se por uma área de 11.13 km², e possui 216 habitantes, segundo o censo de 2018, com uma densidade de 19 hab/km².